# كنيسة المشبك
كنيسة المشبك، أو كنيسة ملقبيس كما تُدعى بالسريانية، هي كنيسة سريانية قديمة تقع في محافظة حلب، على بعد 28 كيلومتر من مدينة حلب باتجاه الغرب، وسط تجمع أثري سرياني كبير يعرف باسم المدن المنسية. تقع الكنيسة في أعلى هضبة مرتفعة على طريق جبل سمعان، حيث كان السكان قديمًا يقصدونها في طريقهم إلى معبد سمعان العمودي.
ولُقّبت بالمشبك لأن الذي بناها أخذ بالحسبان الهزات الأرضية التي كانت تصيب أراضي أنطاكية في ذلك الوقت، حيث جعل حجارها متشابكة ومتماسكة. يعود تاريخ بناء الكنيسة إلى القرن الخامس الميلادي.

## البناء
المهندس الذي بناها كان يعلم بالهزات الأرضية والزلازل التي كانت تصيب تلك المنطقة، فبناها من حجارة كلسية صلبة ومتماسكة، مما أدى إلى صمودها أمام كل المشاكل من زلازل وحروب حتى يومنا هذا. قُسمت الكنيسة إلى ثلاث أسواق حيث الأوسط يخصص للرجال والاثنين الآخرين للنساء. يوجد في الكنيسة عشرة أعمدة، خمسة من كل طرف، وتصل الأعمدة ببعضها قناطر حجرية وكل عمود مقطوع من حجر واحد، وهذا يدل على التاريخ السرياني المعماري العريق. والسقف مصنوع من الخشب تغطيه قطع القرميد الحمراء مثل باقي الكنائس السورية والبيوت في المنطقة الساحلية.

## المذبح والمظهر الخارجي

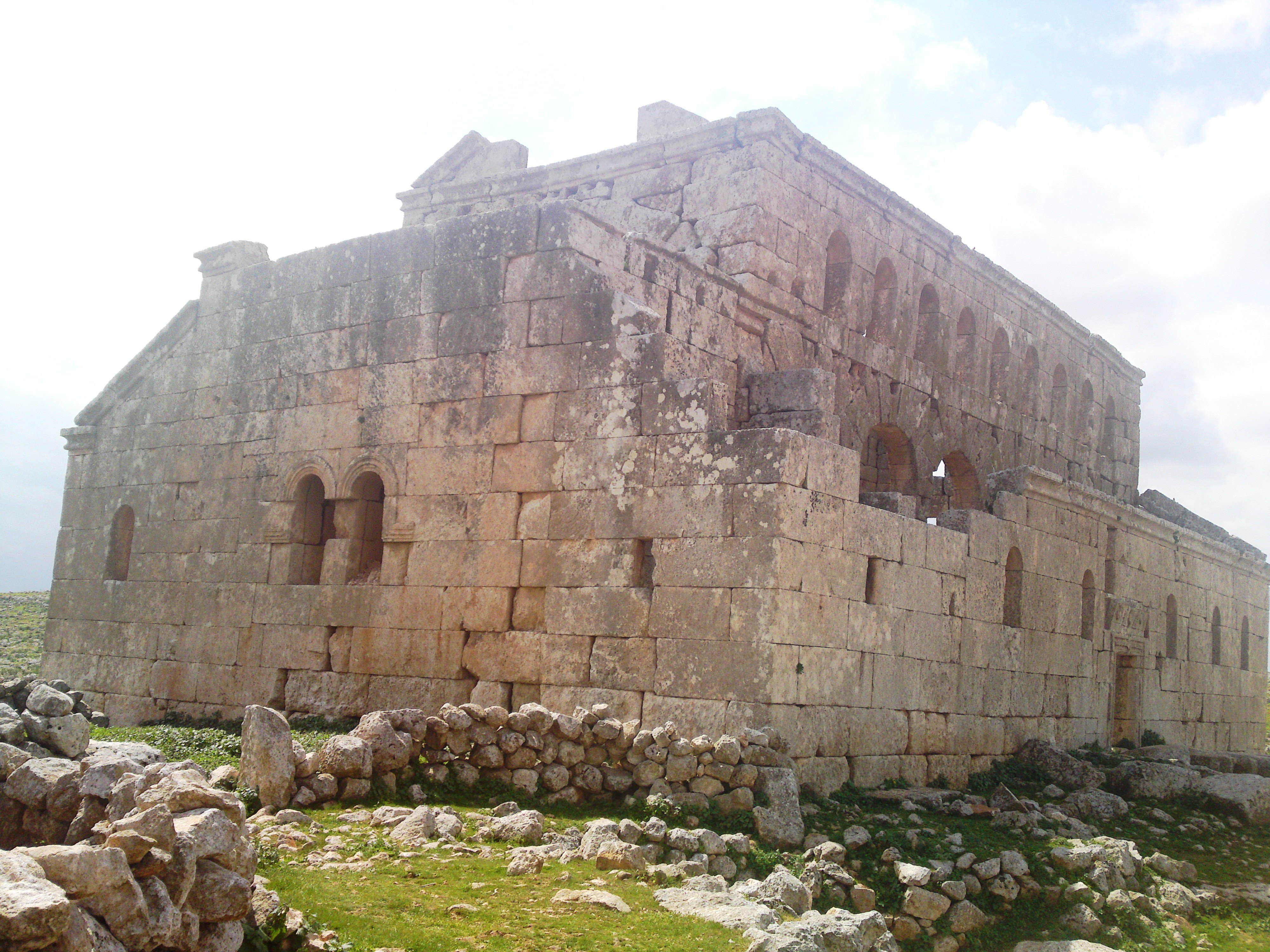
مظهر خارجي لكنيسة المشبك

المذبح بني فوق مائدة مربعة، وفوقه توجد قبة صغيرة فتحت فيها نافذتان لإنارة المذبح والكنيسة، والشبابيك كثيرة نظرا للرغبة في وجود النور الساطع أثناء الصلاة.

## المدخل
هناك بابان في الواجهة الجنوبية لكل منهما نافذة، وفي الواجهة الشمالية باب ذو نجمة مزخرفة له نافذتان من كل جانب، أما الباب الرئيسي فقد كان في الواجهة الغربية وتميّزت نجمته بوجود ثلاثة أقراص تحمل إشارة الصليب بداخلها، ورُسم على طرفها الأيسر شجرة وعلى الطرف الأيمن رمز لأحد النساك العموديين، وعلى الواجهة الغربية يوجد صفّان من النوافذ في كل صف ثلاث ترمز إلى الأقانيم الثلاثة وقد انتهى الصف العلوي منها بنصف دائرة وهذه من مميّزات كنائس النصف الأول من القرن الخامس الميلادي.